# فلورا آنی استیل
فلورا آنی استیل (متولد ۲ آوریل ۱۸۴۷- فوت ۱۲ آوریل ۱۹۲۹) نویسنده انگلیسی و دختر جورج وبستر بود. در سال ۱۸۶۷ او با هنری ویلیام استیل ازدواج کرد.

هنری ویلیام استیل، یکی از کارمندان انگلیسی سرویس خدمات اجتماعی در هندوستان بود. آن‌ها بیست و دو سال را در هند، و به‌طور خاص در پنجاب، زندگی کردند. بیشتر کتاب‌های فلورا آنی مربوط به سرزمین پنجاب است.

بعد از وخامت اوضاع سلامت همسرش، فلورا آنی برخی از وظایف اجتماعی همسرش را بر عهده گرفت. او به عنوان بازرس مدارس و همچنین میانجی در دعواهای محلی به فعالیت پرداخت.

او به ایجاد ارتباط و گفتگو با تمام طبقات اجتماعی هند علاقه‌مند بود. تولد دخترش این فرصت را به او داد تا با زنان بومی بیشتر ارتباط برقرار کند و زبان آن‌ها را بیاموزد.

او مشوق گسترش صنایع دستی محلی بود و همچنین مجموعه‌ای از داستان‌های بومی و مردمی را جمع آوری کرد که در سال ۱۸۹۴ این مجموعه را چاپ کرد.

علاقه وی به مدرسه و آموزش زنان به او دید ویژه و شخصیت یگانه‌ای بخشیده بود. یک سال قبل از ترک هندوستان، کتابی برای زنان اروپایی منتشر کرد. این کتاب شامل دستورالعمل با جزئیات کاملی در بارهٔ تمام جنبه‌های مدیریت خانه توسط زنان هندی بود.

در سال ۱۸۸۹ خانواده استیل به اسکاتلند بازگشت و فلورا آنی پس از آن در اسکاتلند به نوشتن ادامه داد.

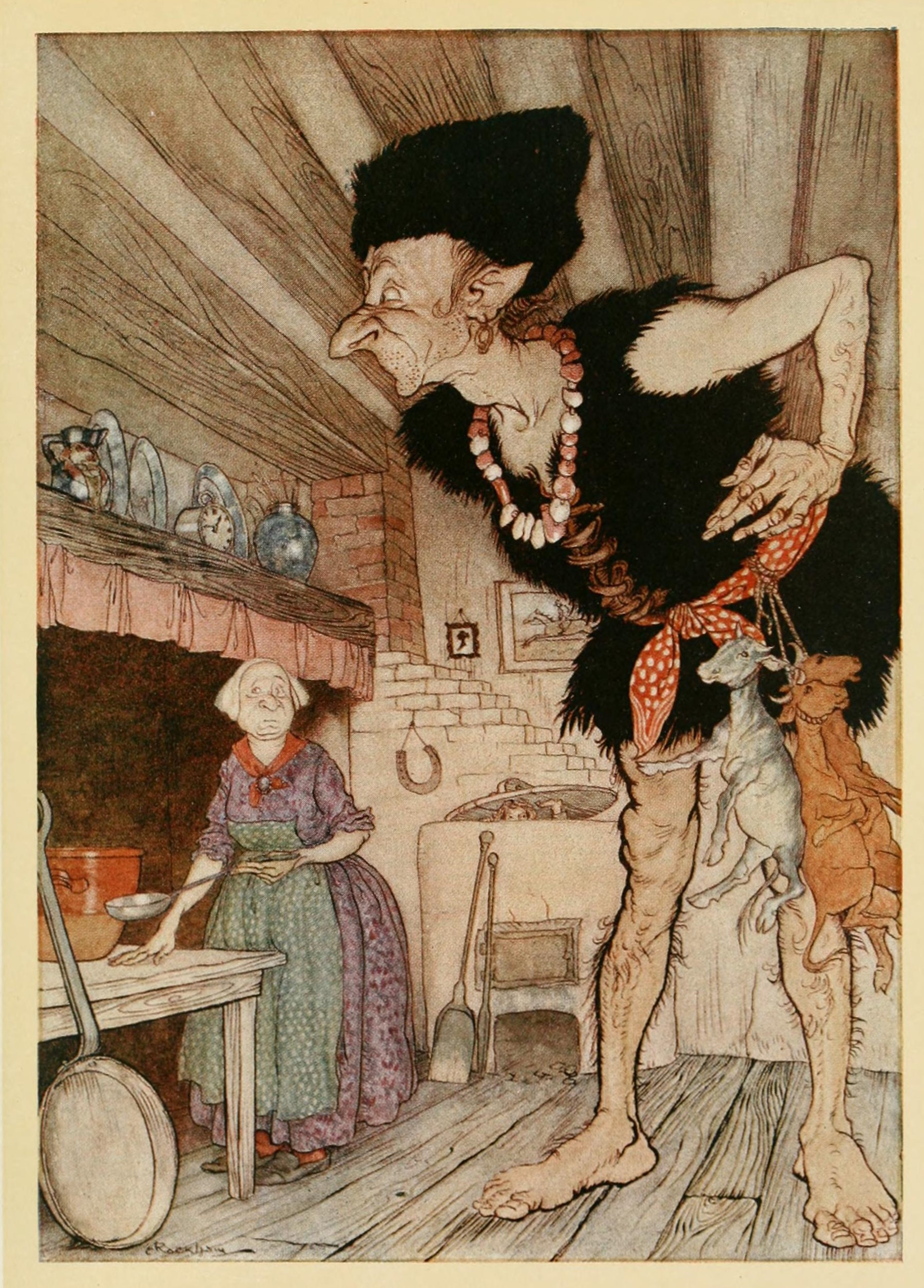
جک و لوبیای سحرآمیز از کتاب داستان‌های پریان انگلیسی با تصویرسازی آرتور راکهام

## آثار
طبق دانشنامه بریتانیکا ۱۹۱۱، برخی از بهترین نوشته‌های او در دو کتاب داستان کوتاه عبارتند از:
- از پنج رود (۱۸۹۳)
- داستاهایی از پنجاب (۱۸۹۴)

رمان او با نام بر روی صورت آب (۱۸۹۶) به شرح وقایع شورش‌های ۱۸۵۷ در هند می‌پردازد.

وی همچنین یک کتاب تاریخی مشهور دربارهٔ هند نیز نوشته است. برخی از آخرین آثار او عبارتند از:
- به‌طور دائمی و داستان‌های دیگر (۱۸۹۷)
- صداهایی در شب (۱۹۰۰)
- مهمانان خداوندگار (۱۹۰۰)
- در ولایت خدا (۱۹۰۳)
- هند در خلال سال‌ها؛ تاریخ مردمی و مصور از هندوستان (۱۹۰۸)
- معشوقه مردان: یک رمان (۱۹۱۸)